# П'єр Жерве
П'єр Жерве (фр. Pierre Gervais, 21 вересня 1870 — 2 серпня 1960) — французький яхтсмен.
Олімпійський чемпіон 1900 року в першому запливі в класі 0,5—1,0 тонна, бронзовий призер 1900 року в другому запливі в класі 0,5—1,0 тонна.